# Briggs Hill
Der Briggs Hill ist ein 1210 m hoher, markanter und eisfreier Hügel im ostantarktischen Viktorialand. Er ragt an der Südseite des Ferrar-Gletschers zwischen den Einmündungen des Descent- und des Overflow-Gletschers auf.
Teilnehmer der Terra-Nova-Expedition (1910–1913) unter der Leitung des britischen Polarforschers Robert Falcon Scott kartierten ihn. Das Advisory Committee on Antarctic Names benannte ihn 1964 nach dem US-amerikanischen Meteorologen Raymond S. Briggs, der für das United States Antarctic Research Program 1962 auf der McMurdo-Station tätig war und im Jahr 1963 als wissenschaftlicher Leiter dieser Station fungierte.